# Matteo Marangoni
Matteo Marangoni (Firenze, 12 luglio 1876 – Pisa, 1º giugno 1958) è stato un critico d'arte, storico dell'arte e compositore italiano.

## Biografia
Figlio di Maria Augusta Malvisi e di Carlo Marangoni, insegnante di fisica, prese la maturità classica nel 1896 ma non proseguì subito gli studi. Appassionato di musica, si trasferì a Londra, dove si esibì come pianista in locali pubblici e compose brevi pezzi musicali per voce e pianoforte: Barcarola, nel 1897, Serenata, nel 1900, Le pastorelle montanine di Franco Sacchetti, nel 1901, Tre canti di Giacomo Leopardi e Gavotta, nel 1902.
Tornato a Firenze, si iscrisse alla Facoltà di scienze laureandosi nel 1905 in antropologia: trasferitosi a Parigi e poi a Londra, viaggiò anche in Germania, maturando un profondo interesse per l'arte figurativa così che, rientrato in Italia nel 1909, frequentò a Bologna un corso di storia dell'arte. Si sposò nel 1910 con Drusilla Tanzi (da cui ebbe un figlio, Andrea) e s'impiegò come funzionario volontario nella Soprintendenza di Firenze, della quale divenne ispettore nel 1913 e successivamente direttore, mentre dal 1916 al 1925 insegnò storia dell'arte nel Collegio della SS. Annunziata di Poggio Imperiale. Per breve tempo diresse anche, nel 1920, la Pinacoteca di Brera e nel 1924 la Galleria nazionale di Parma.
In questo periodo s'interessò particolarmente alla pittura del Seicento, sulla quale pubblicò numerosi articoli nelle riviste «L'Arte», «Bollettino d'arte», «Dedalo», «Rassegna d'arte», «Rivista d'arte», «Vita d'Arte». Nel 1925 fu incaricato dall'Università di Palermo del corso di storia dell'arte e l'anno dopo passò come libero docente all'Università di Pisa. Nel 1927 pubblicò Arte barocca e Come si guarda un quadro, cui seguì nel 1933 Saper vedere, due libri, questi ultimi, molto fortunati che avranno numerose edizioni e traduzioni anche postume.
Dal 1938 insegnò storia dell'arte all'Università di Milano, ritornando all'ateneo pisano nel 1946; qui rimase fino al pensionamento nel 1951. Pubblicò ancora nel 1953 Capire la musica, e a Pisa visse gli ultimi anni, lasciando alla morte, avvenuta nel 1958, il suo ultimo lavoro, una monografia sul Guercino, pubblicata nel 1959.
Di cultura crociana, la critica di Marangoni mirò alla discriminazione dei puri valori figurativi, in cui s'identificano i valori poetici dell'opera d'arte. I suoi libri risentono positivamente della scuola di Benedetto Croce e Heinrich Wölfflin, arrivando alla chiarificazione dei concetti sulla base dell'osservazione e seguendo una logica come scienza del concetto puro. Sono molti i critici d'arte moderni e contemporanei che hanno usufruito nei loro studi delle opere e dell'insegnamento di Marangoni.

## Omaggi
- Gli è stata dedicata una strada a Pisa.

## Scritti
- Il Guercino, Firenze, Fratelli Alinari, 1920
- Il Caravaggio, Firenze, Battistelli, 1922
- La Basilica di S. Lorenzo in Firenze, Firenze, Battistelli, 1922
- La Villa del Poggio Imperiale, Firenze, Fratelli Alinari, 1923
- I Carloni, Firenze, Fratelli Alinari, 1925
- La Galleria Pitti, Milano, Treves, 1926
- Arte barocca, Firenze, Vallecchi, 1927
- Come si guarda un quadro, Firenze, Vallecchi, 1927
- Saper vedere, Milano-Roma, Treves, Treccani, Tumminelli, 1933
- Capire la musica, Milano, Garzanti, 1953
- Guercino, Milano, Aldo Martello, 1959
- Carteggi (1909-1958), a cura di Luca Barreca, Palermo, Editrice Mediterranea, 2006